# 학산중학교 (대구)
학산중학교(鶴山中學交)는 대한민국 대구광역시 달서구 월성동에 위치한 공립 중학교이다.

## 학교 연혁
- 1991년 3월 11일 : 학산중학교 설립인가(인가 학급 수 30학급)
- 1992년 3월 1일 : 초대 서관섭 교장 취임
- 1992년 3월 4일 : 개교 및 첫 입학식(10학급 556명 입학)
- 1995년 2월 11일 : 제1회 졸업식(졸업생 수 549명)
- 1996년 9월 20일 : 교기 창단(레슬링)
- 2006년 8월 25일 : 운동장 우레탄 트랙 및 다목적 경기장 준공
- 2014년 2월 10일 : 학교교지 '학누리' 창간호 발행
- 2016년 10월 24일 : 다목적 강당(학산관) 완공
- 2019년 2월 28일 : 급식실 현대화 사업 완성
- 2021년 9월 1일 : 제13대 최정란 교장 취임
- 2022년 1월 4일 : 제28회 졸업식(졸업생수 85명, 누계 7,507명)
- 2022년 3월 2일 : 제31회 신입생 126명 입학(6학급)

## 참고 자료
- 학산중학교 - 한국교육학술정보원 학교알리미